# Piotr Lenarczyk
Piotr Lenarczyk (ur. 20 listopada 1983 we Wrocławiu) – pisarz, autor polskich dialogów i tekstów piosenek.

## Publikacje

### Książki
- Przed świtem-przed zmierzchem[2] – Wydawnictwo Nowy Świat, 2014
- Życie jest piękne niestety[2] – Wydawnictwo Nowy Świat, 2015
- Rzeczy ostatnie – Wydawnictwo j, 2019[3]

### Opowiadania
- Diabła – Kwartalnik Artystyczno-Naukowy ZNAJ, 2010
- Ci, którzy kroczą wolno – Miesięcznik Literacki Akant, 2010
- Davolica – Antologia współczesnych sztuk słowiańskich „Między Ochrydą a Bugiem”, 2011
- Z pamiętniczka C – Magazyn Materiałów Literackich CEGŁA, 2013
- Re-torsje – Kwartalnik Artystyczno-Literacki ARTERIE, 2015
- Pod bezdupnym aniołem, Hejtołak polski, Frank” – Helikopter OPT[4], 2015
- O 7:30 w osiedlowej przychodni[5] – sZAFa – Kwartalnik Literacko-Artystyczny, 2015
- Bezsenność nocy letniej – Magazyn Materiałów Literackich CEGŁA, 2016.
- Wrrr... – 2016, INTER[6]-. Literatura-Krytyka-Kultura, 2016
- Po drugiej stronie – 2Miesięcznik[7]. Pismo ludzi przełomowych, 2016
- Ostatni kurs – Helikopter[8] OPT, 2016
- Czerwone oko, Trzewia – Rita Baum, 2017
- Kołysanka – Wakacje od istnienia. Czternastodniówka literacka[9], 2020

### Dialogi polskie – filmy
- 2014: Kosmiczna jazda. Hau hau mamy problem
- 2015: Dzielna syrenka i piraci z Kraboidów
- 2016: Pup Star
- 2017: Alex i spółka: Jak dorosnąć pod okiem rodziców
- 2017: Twój Vincent[10]
- 2017: Zanim żyli długo i zaplątani
- 2018: Tedi i mapa skarbów
- 2018: Gnomeo i Julia. Tajemnica zaginionych krasnali
- 2018: Dziadek do orzechów i cztery królestwa
- 2019: Aladyn[11]
- 2019: Zakochany kundel
- 2020: LEGO Gwiezdne Wojny: Świąteczna przygoda[12]
- 2022: LEGO Gwiezdne wojny: Wakacje[12]
- 2022: Czarna Pantera: Wakanda w moim sercu[12]
- 2022: Sonic2. Szybki jak błyskawica[12]

### Dialogi polskie – seriale
- 2010: Pora na przygodę! (seria VIII)
- 2014: Miles z przyszłości (odc. 32)
- 2014: Star Wars: Rebelianci (odc. 71, 72, 73, 74)
- 2015: Alex i spółka
- 2015: Robal z przyszłości (odc. S1-S4)
- 2016: Bizaardvark
- 2016: Mech-X4 (odc. 1-5)
- 2017: Zaplątani
- 2017: Miki i raźni rajdowcy (odc. 21-26)
- 2019: Znajdź mnie w Paryżu, 2019
- 2021: Gwiezdne wojny: Parszywa zgraja[12]
- 2021: Gwiezdne wojny: Wizje[12]
- 2022: Obi-Wan Kenobi[12]
- 2022: Gwiezdne wojny: Opowieści Jedi[12]
- 2022: Mecenas She-Hulk[12]

### Teksty piosenek

#### Filmy
- 2011: Kapitan Ameryka: Pierwsze starcie

#### Seriale
- 2012: Littlest Pet Shop (późniejsze odcinki IV serii)
- 2014: Clarence (późniejsze odcinki)
- 2015: Między nami, misiami
- 2016: Bizaardvark
- 2016: Star Darlings: Życzenia do spełnienia